# Farahabad Complex

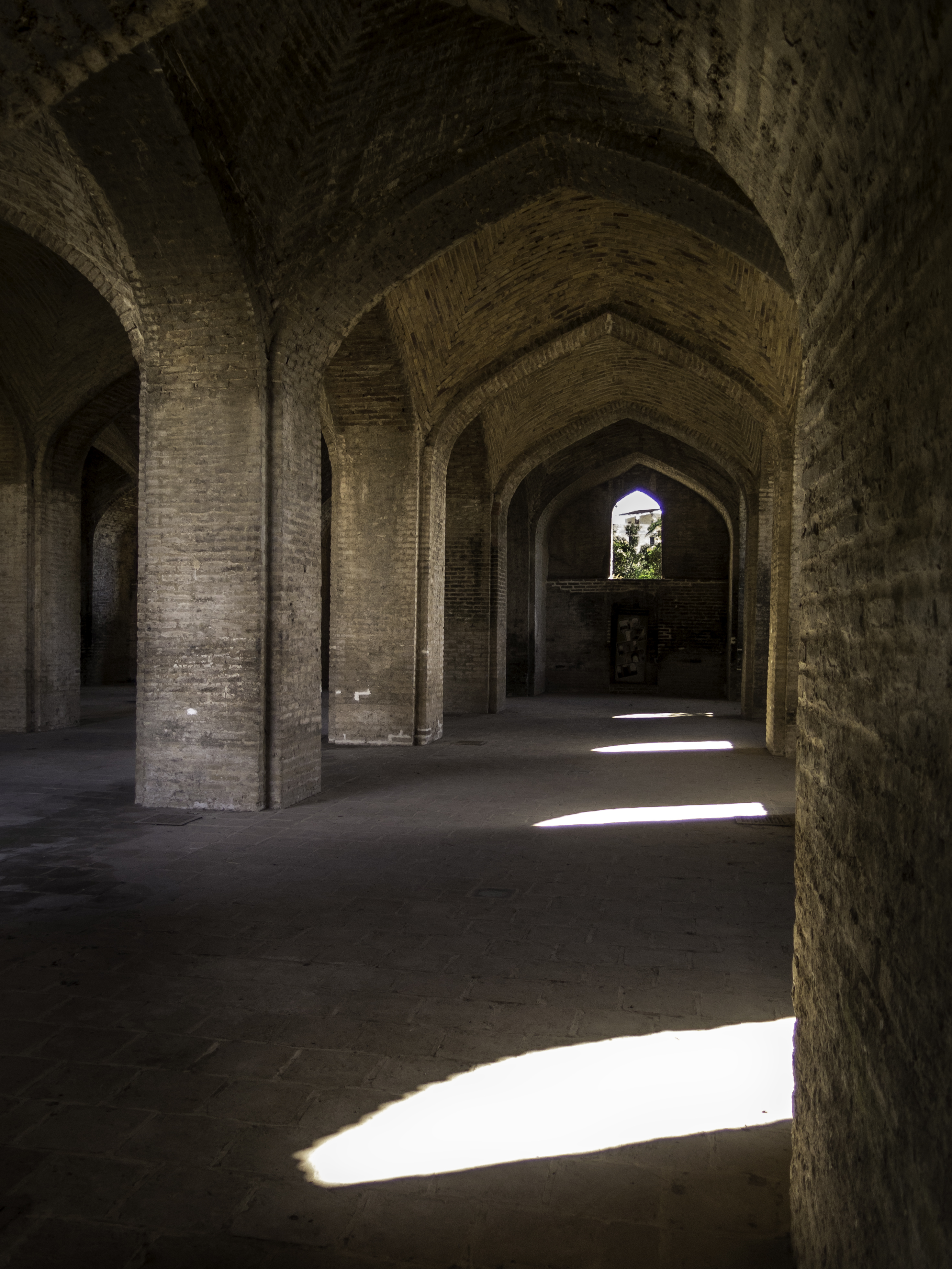

Het Farahabad Complex is een verzameling monumenten die als overblijfselen van de oude binnenstad van Farahabad aan de Kaspische Zee in de Iraanse provincie Mazandaran bewaard zijn gebleven. Het complex werd gebouwd tijdens de regeerperiode van Abbas I van Perzië.

## Moskee

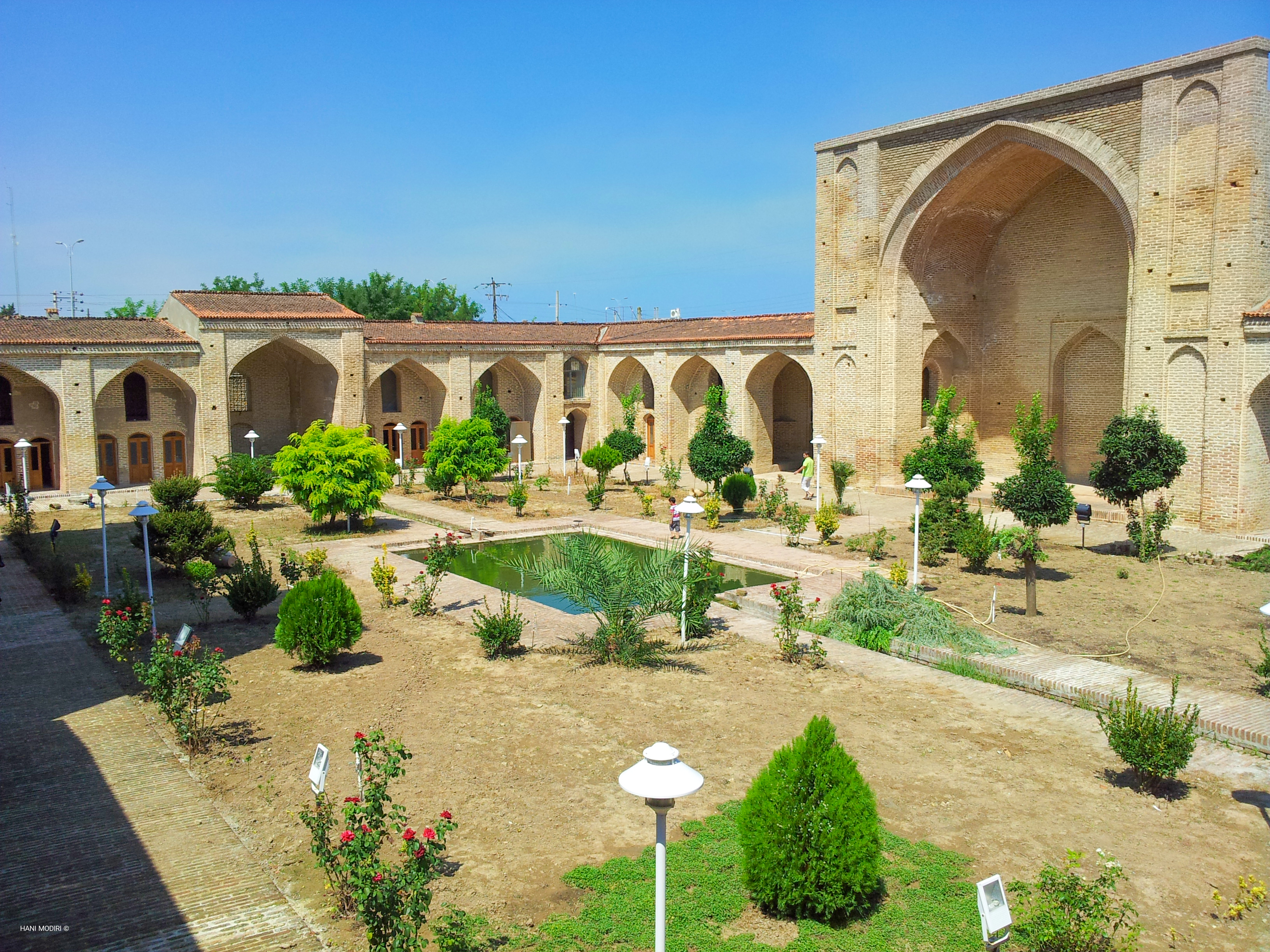
Jameh-moskee

In het complex, dat in 1668 door de Kozak Stenka Rasin deels werd verwoest, bevinden zich in de 21e eeuw een nederzetting, restanten van een paleis, een moskee, een badinrichting en restanten van een brug over de Tajan. Het belangrijkste monument is de uit bakstenen opgebouwde en voorheen met kleurrijke tegels versierde Jameh-moskee. Het fraaie tegelwerk ging verloren bij de aanvallen door kozakken. Ondanks zijn oriëntatie op Mekka, opent het hoofdportaal schuin naar de binnenplaats en is duidelijk aangepast aan een bestaand wegennet. De moskee staat op een rechthoekig terrein van 65 x 75 meter. De binnenplaats met een waterbekken in het midden meet 46,50 × 31 m. De zuidvleugel omsluit de 16 meter hoge koepelkamer, die de vierbeukige hal flankeert. Deze moskee werd ongeveer tegelijkertijd met de belangrijke moskee van Isfahan, de Moskee van de sjah gebouwd; de Jameh-moskee is echter kleiner maar heeft een vergelijkbaar grondplan.

## Bad
Zowel in het noordoosten van het complex, naast de moskee, alsook aan het zuidwestelijk einde van de brug zijn badinrichtingen te herkennen. Die naast de moskee is volledig verwoest en vrijwel niet als bad te identificeren. Het bad bij de brug stamt uit een latere periode.

## Brug

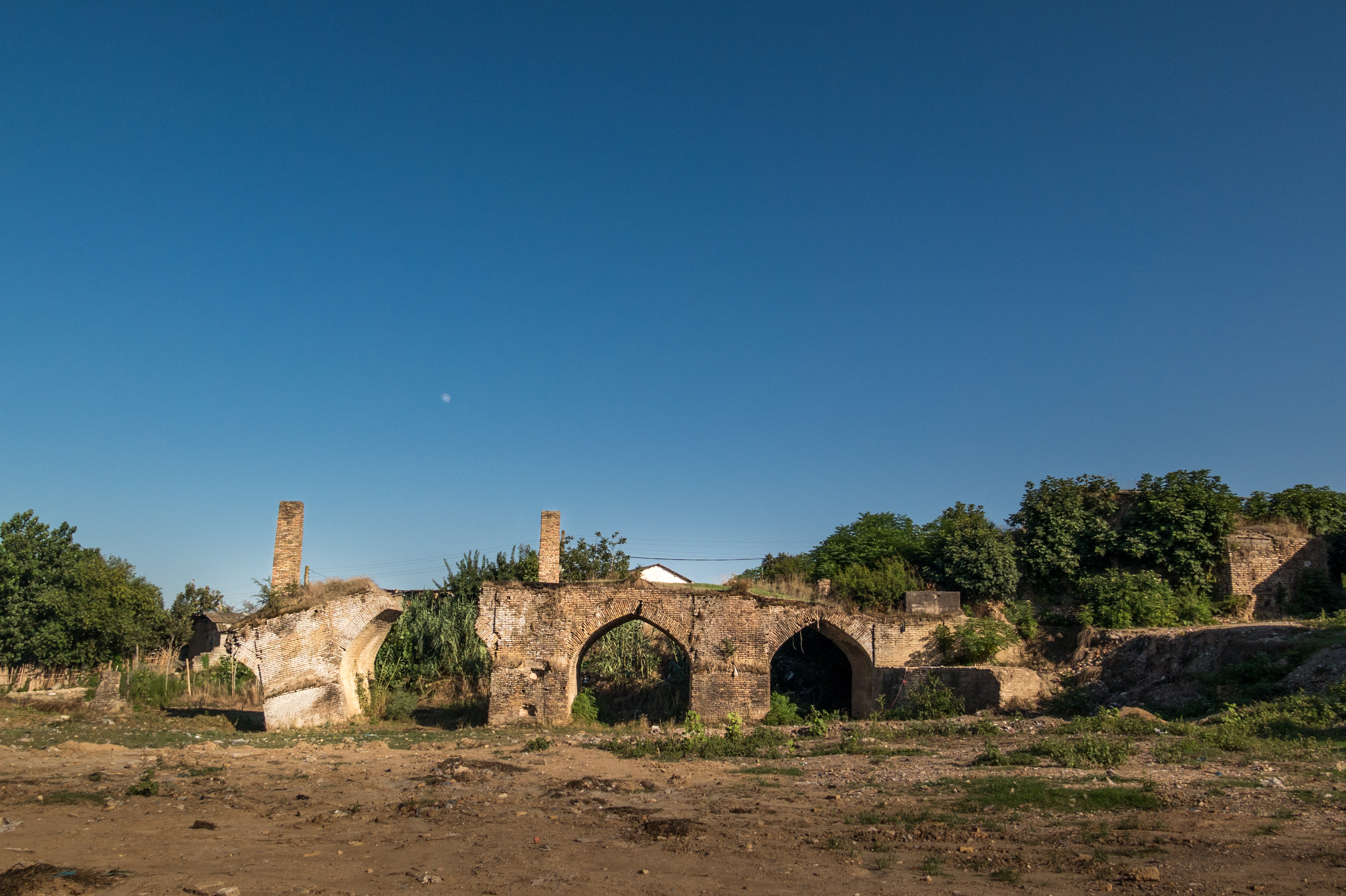
Brug over de Tajan

Aan de zuidoever van de Tajan zijn nog twee bogen van de brug overgebleven; zes andere liggen onder water. De oorspronkelijke lengte van de brug kan niet meer worden vastgesteld, de stroming heeft zich zodanig verschoven in de loop van de tijd dat de noordoever sterk is veranderd. De brug was zes meter breed, de weg erover ging in de richting van Qara Tepe en Šāh Kīla.

## Afbeeldingen

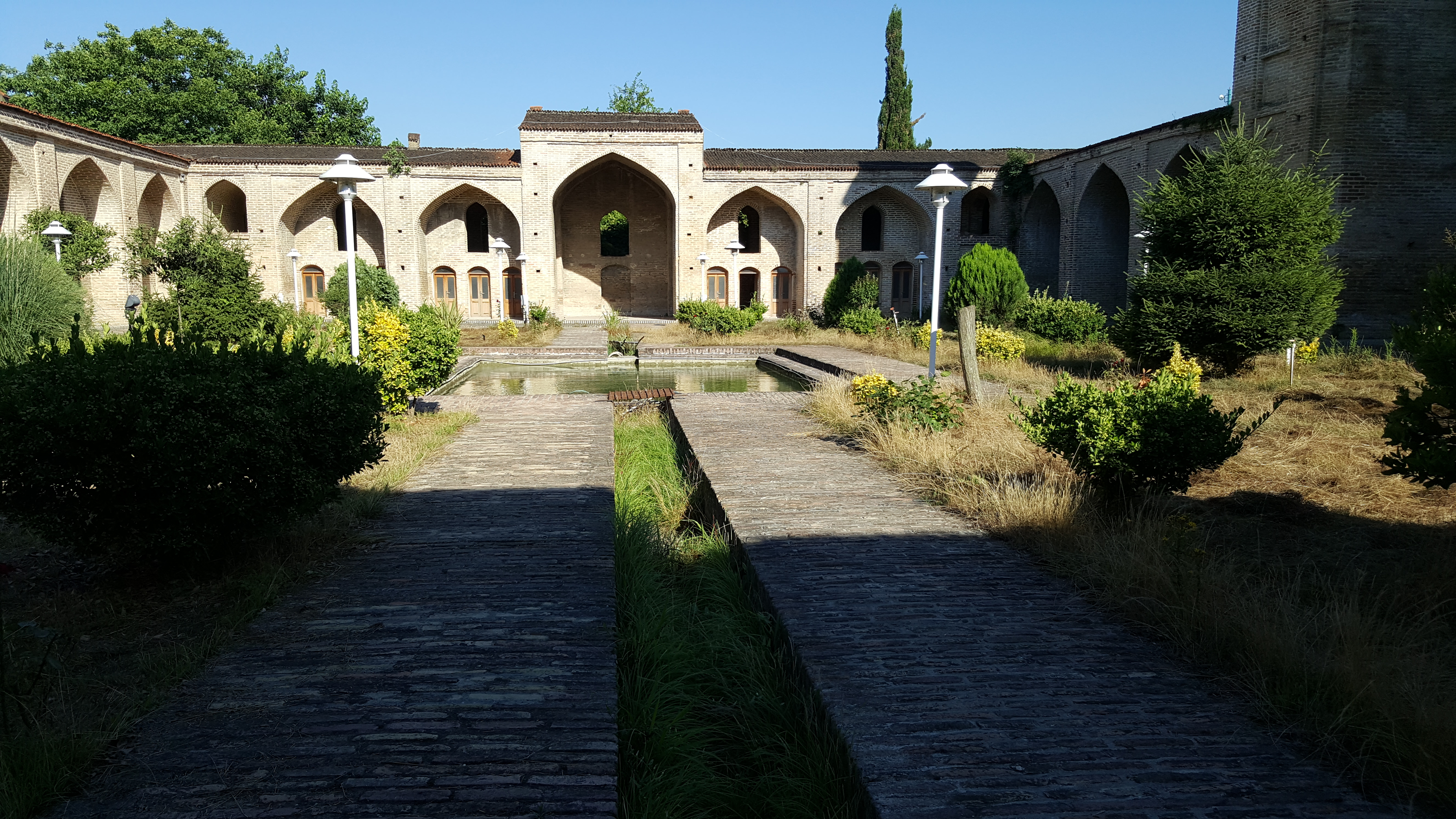
Moskee, binnenplaats
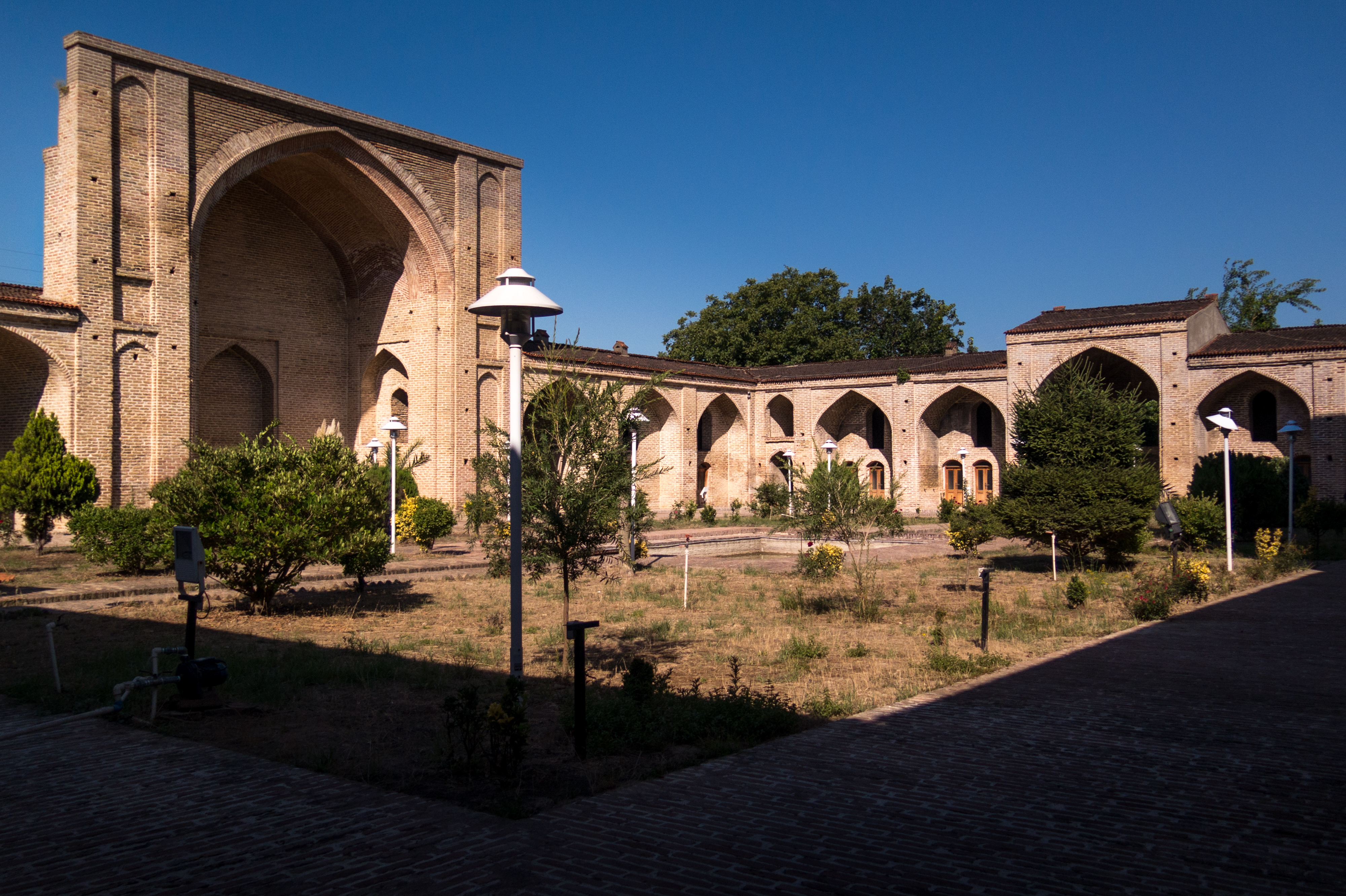
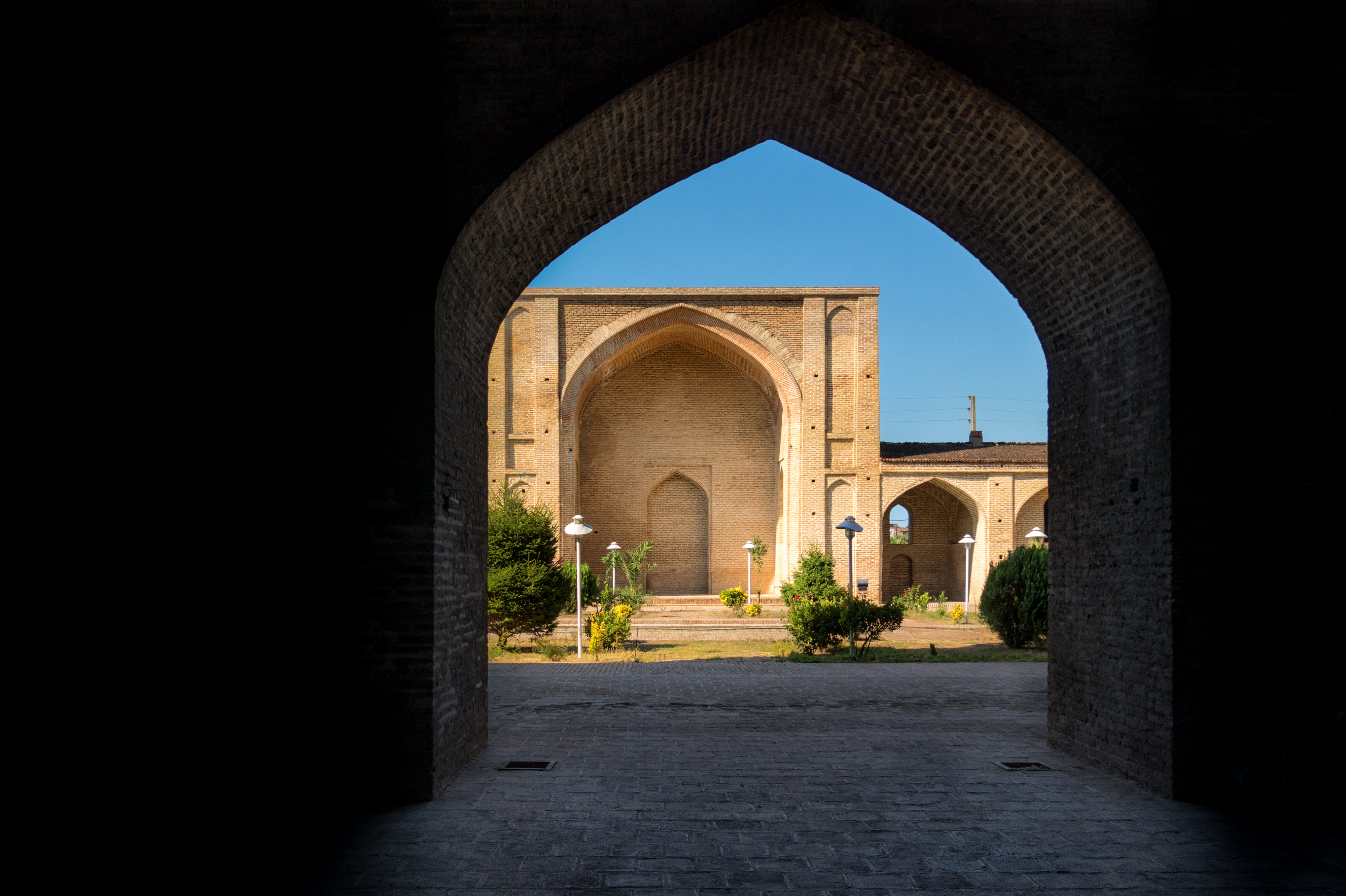
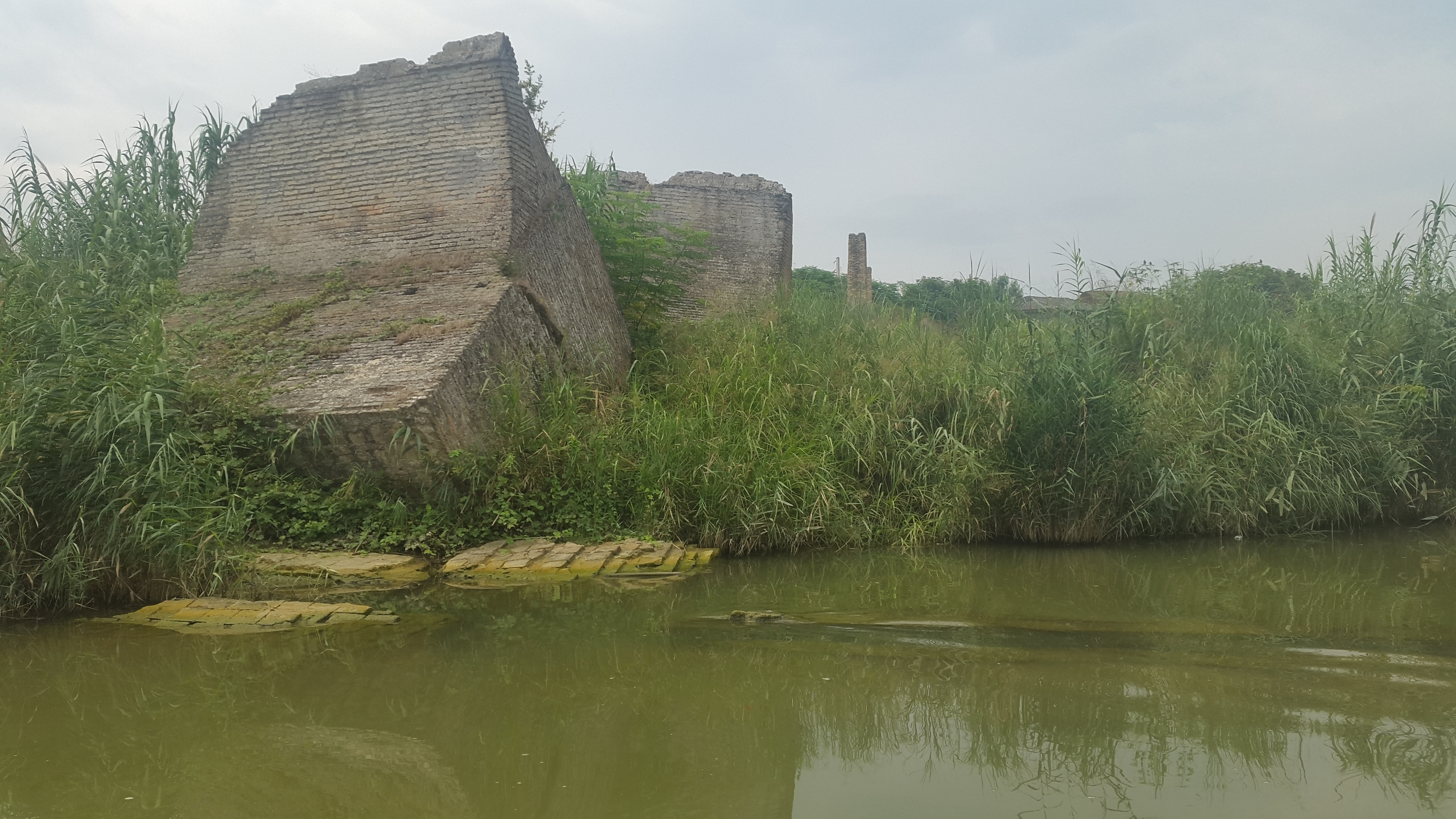
Resten van de brug
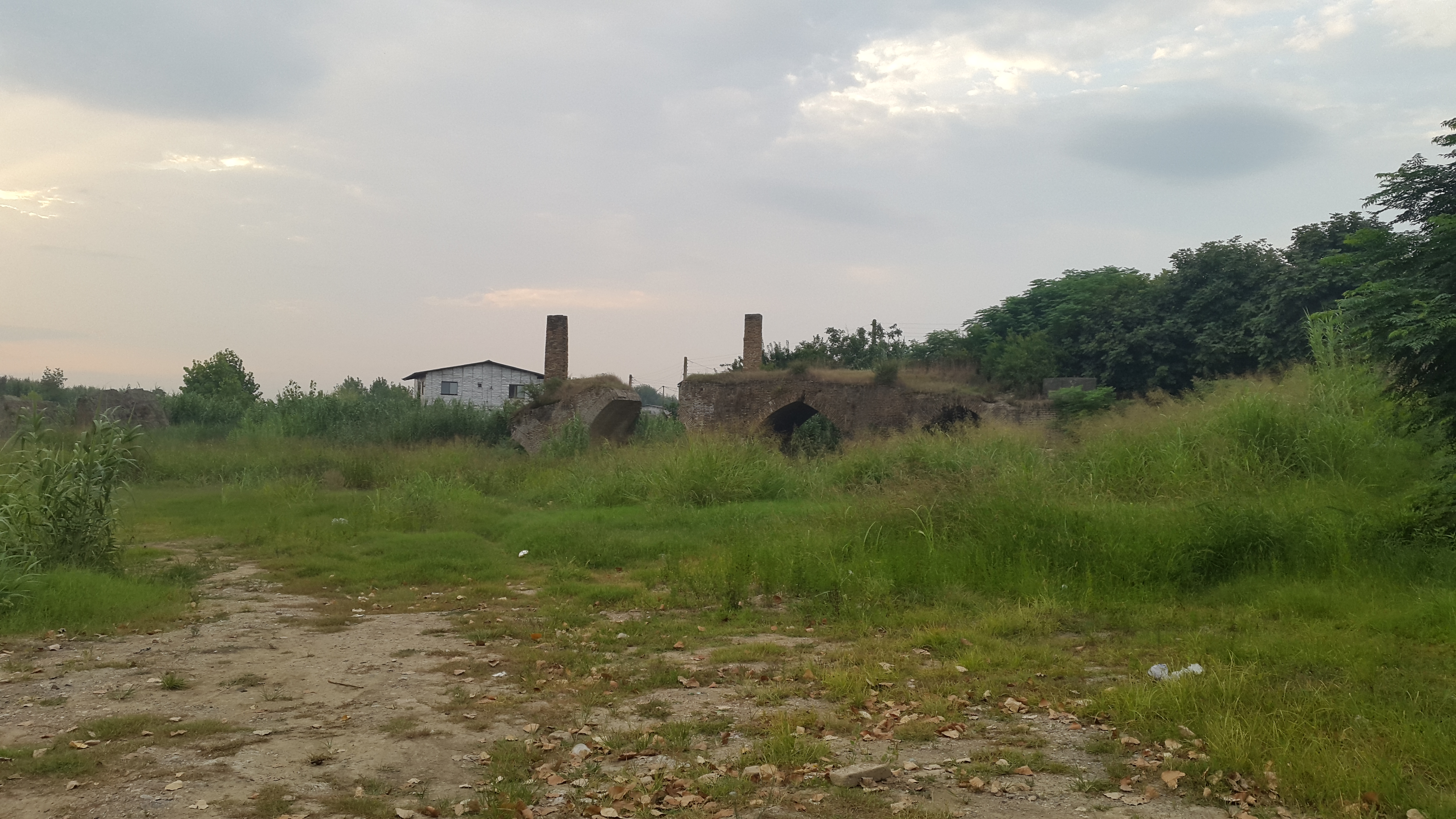
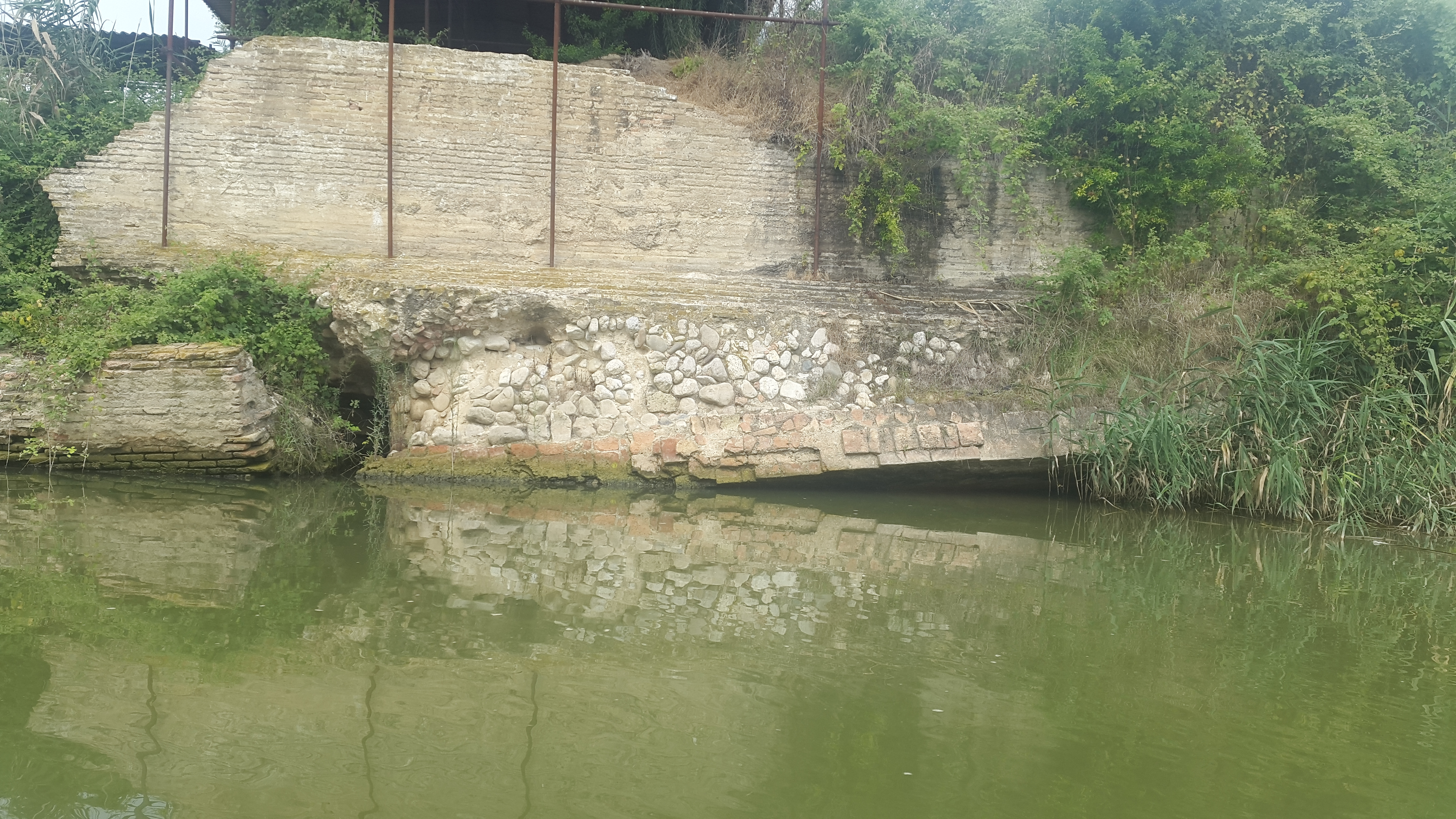
Resten van paleismuur
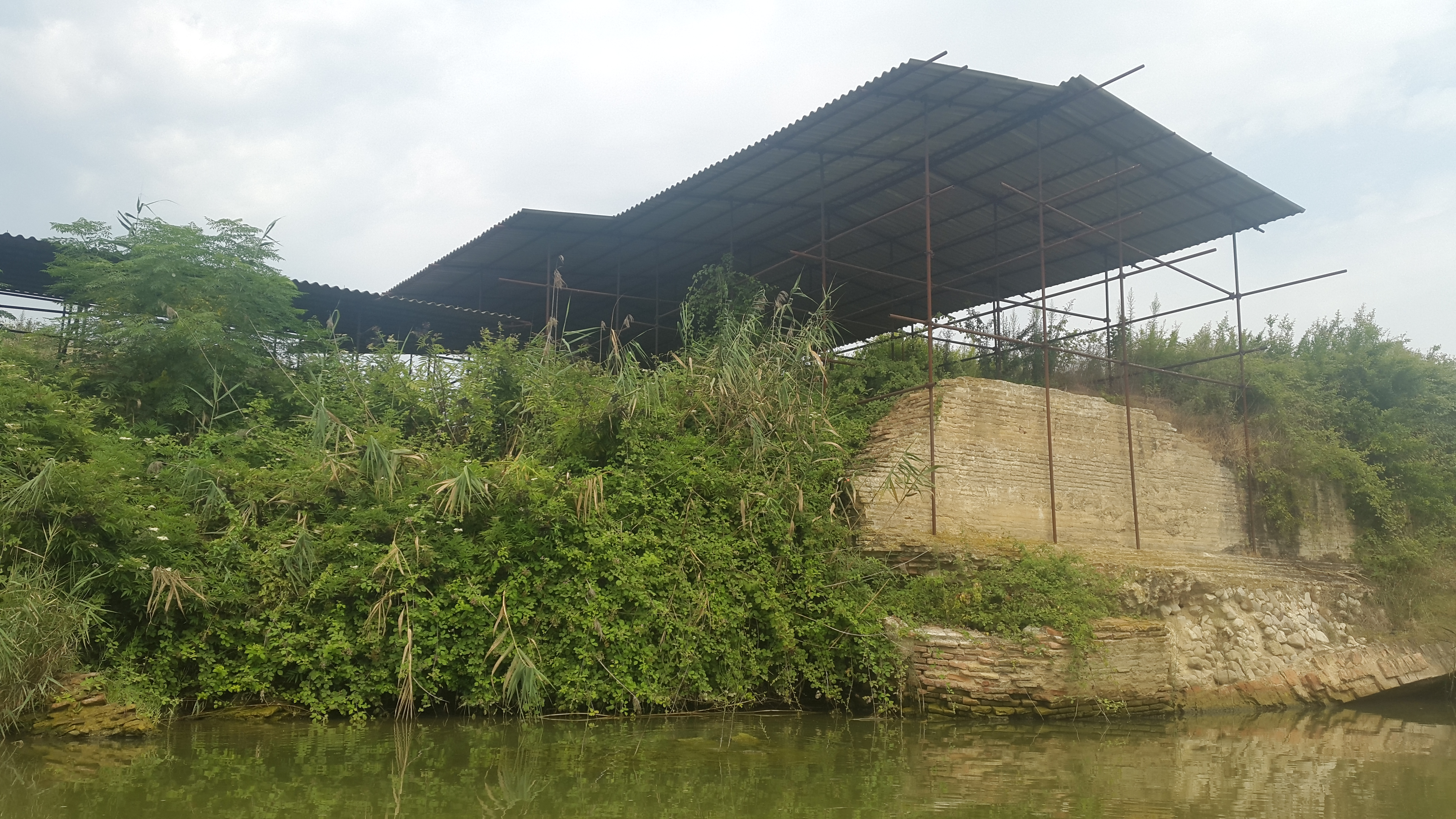